# Carlos Ruano Llopis
Carlos Ruano Llopis (Orba, Marina Alta, 10 d'abril de 1878 - Mèxic, 2 de setembre de 1950) fou un pintor i cartellista taurí valencià.

## Biografia
Nasqué al si d'una família modesta sent el quart de set germans. Un cop realitzats els estudis primaris al seu poble natal sota l'atenta vigilància del que fos el seu estimat mestre de primeres lletres el senyor Ismael Serrano, es traslladà a Alacant on, junt al seu germà Pedro, iniciaria el batxillerat continuant i concloent els estudis a València amb un excel·lent expedient acadèmic.
La prematura mort del seu pare i les terribles conseqüències econòmiques que suposaren per a la seva família el van obligar a abandonar els seus estudis i començar a treballar en un taller dedicat a la fabricació de ventalls. Fou en aquest taller on començà a perfeccionar la seva tècnica de dibuix. Posteriorment es matriculà en l'Acadèmia de Belles Arts de Sant Carles de València.
El 1909 guanyà la medalla d'or a l'exposició regional, cosa que li va permetre gaudir d'una beca d'estudis a Itàlia.
La temàtica taurina fou un dels temes més representatius de la seva obra. La seva afició per la tauromàquia fou tal que fins i tot es plantejà passar a dedicar-s'hi professionalment. En certa ocasió en que Joselito "Gallo" contemplava els magnífics cartells de l'artista digué: "Qui ha pintat això sap torejar, encara que mai hagi torejat".
El 1912 pintà un oli amb temàtica taurina i el va remetre a la famosa Impremta-litografia Ortega; en veure la pintura, el propietari el senyor José Ortega va quedar admirat per la força i vivacitat de l'obra fins al punt de trucar l'artista per oferir-li treballar als seus tallers. La pintura en qüestió fou litografiada l'any següent i dissenyada per a la correguda de bous en la que el 16 d'octubre de 1913 s'anunciava el comiat de Ricardo Torres "Bombita".
Per la Litografia Ortega treballà l'artista en exclusiva fins al 1934 dissenyant i realitzant gran quantitat d'encàrrecs d'assumpte comercial. Però fou en la matèria del cartell taurí on assolí una gran mestria alhora que fama i reconeixement.
Participà al llarg de la seva trajectòria artística en exposicions col·lectives tant d'àmbit regional com nacional (València, Albacete, Madrid). També realitzà exposicions individuals entre les quals destaquen la del 1912 a València, 1919 a Madrid, 1920 a Bilbao, 1928 a València, 1929 a Marsella, 1930 a París, 1933 a Mèxic, 1938 a Caracas i entre 1939 i 1945 a Nova York i Filadèlfia.
Ruano Llopis fou un actiu col·laborador en diversos periòdics i revistes de l'època en les que s'inserien les vinyetes que il·lustraven les crítiques taurines. Així, diaris com El Mercantil Valenciano, Las Províncias, Eco de Levante, La Voz Valenciana, El Pueblo o revistes com La Garrocha, El Clarín, El Ruedo, Nuevo Mundo, Blanco y Negro, La Esfera donen testimoni de l'activitat pictòrica de l'artista. Dissenyà e il·lustrà també moltes portades de llibres sobre monografies taurines, postals, jocs de cartes, etc.
A partir de 1930, mantingué un estudi obert a Madrid on alternava l'activitat pictòrica entre la capital espanyola i la valenciana sense deixar d'assistir anualment a la cita obligada de la tradicional Feria de Sevilla, motiu de constant inspiració per a les seves obres. Per la seu madrilenya passarien grans personatges de l'època, tant del món taurí com de l'àmbit polític, cultural, etc per a ser immortalitzats als seus llenços. Cal destacar en aquest àmbit el que realitzà per al senyor Niceto Alcalá-Zamora, president de la Segona República Espanyola, que en l'actualitat roman a un dels salons del Congrés dels Diputats.
El 1931 publicà el seu primer llibre "Impresiones del Natural", editat per la mateixa Litografia Ortega i en el que es recollirien els diverses moments de la lídia interpretats pels cèlebres toreros de l'època.
El 1933, davant de la insistència dels toreros Juan Silveti i Armillita i convidat pel famós setmanari mexicà "Toros y Deportes" marxà a Mèxic on se celebrà una notable exposició pictòrica que fou un gran èxit de públic i crítica. Un cop tornat a Espanya encara dissenyaria els cartells de les corregudes falleres de 1934, el de la "Grandiosa Corrida de Toros organizada por la Asociación de la Prensa" i el que anunciava la reaparició del torero Rafael Gómez Gallo.
El 1934 moriria la seva mare estimada a qui ell anomenava: la "Morena Garbosa". Aquesta circumstància, afegida a l'enyorança de l'èxit i l'excel·lent tracte que se li havia donat a Mèxic, faria que emprengués el seu segon i definitiu viatge a la capital mexicana. Allà continuaria amb el seu treball pictòric de caràcter taurí però afegint ara nous motius propis del context mexicà com els rodeos i els "charros".
Mantingué a Mèxic una freqüent correspondència amb els seus amics espanyols. De vegades enviaria algun treball per a portades de setmanaris, així com alguns encàrrecs per a la Litografia Ortega, on el seu successor en el disseny gràfic fou Juan Reus.
Realitzant una exposició a Veneçuela el 1938, va rebre un encàrrec del govern d'aquell país per a realitzar un retrat del llibertador Simón Bolívar.
El seu segon llibre "Mi tauromaquia" aparegué a Mèxic el 1943 en una edició limitada, signada i numerada. El llibre destacà per la seva qualitat tècnica i artística.
Treballà també per a la indústria cinematogràfica de Hollywood, dirigint les escenes taurines i dissenyant els cartells promocionals de la pel·lícula "Sangre y Arena" basada en la novel·la homònima de Vicente Blasco Ibáñez i interpretada per Tyrone Power i Rita Hayworth.
Els seus últims anys estigueren marcats pel desig de tornar a Espanya; un viatge que mai arribaria a realitzar a causa de la malaltia que finalment el portà a la mort el dia 2 de setembre de 1950.
Un dels seus deixebles fou el cartellista valencià Juan Reus.